# Patukrejo
Patukrejo is een bestuurslaag in het regentschap Kebumen van de provincie Midden-Java, Indonesië. Patukrejo telt 2241 inwoners (volkstelling 2010).